# 1E161348-5055
1E161348-5055 ou 1E 161348-5055 est un possible pulsar identifié au centre du rémanent de supernova RCW 103. Il s'agit d'une source de rayons X possédant une période d'environ 6,67 heures (24 000 secondes) et âgé d'environ 2 000 ans. Cet objet a été découvert par l'Einstein Observatory.